# دیانفرس داگلاس
دیانفرس داگلاس (پرتغالی: Dyanfres Douglas؛ زادهٔ ۳۰ دسامبر ۱۹۸۷) بازیکن فوتبال اهل برزیل است.
از باشگاه‌هایی که در آن بازی کرده‌است می‌توان به باشگاه فوتبال فیگیرنسه، باشگاه فوتبال العین و باشگاه فوتبال سانفریس هیروشیما اشاره کرد.